# Terrassen (1980)
Terrassen (originaltitel: La terrazza) är en italiensk dramafilm från 1980 i regi av Ettore Scola. Filmen utspelar sig på en terrass i Rom där politiker och intellektuella samlas för en fest. Rollerna spelas av några av de främsta namnen ur den italienska filmens dåvarande skådespelarelit, såsom Vittorio Gassman, Ugo Tognazzi, Marcello Mastroianni, Stefania Sandrelli, med flera. Filmen vann priset för bästa manus vid filmfestivalen i Cannes 1980.

## Medverkande
- Vittorio Gassman – Mario
- Ugo Tognazzi – Amedeo
- Jean-Louis Trintignant – Enrico D'Orsi
- Marcello Mastroianni – Luigi
- Stefania Sandrelli – Giovanna
- Carla Gravina – Carla
- Ombretta Colli – Enza
- Galeazzo Benti – Galeazzo
- Milena Vukotic – Emanuela
- Stefano Satta Flores – Tizzo
- Serge Reggiani – Sergio
- Agenore Incrocci – Vittorio
- Leonardo Benvenuti – En gäst
- Ugo Gregoretti – En annan gäst
- Lucio Lombardo Radice – Sig själv
- Marie Trintignant – Isabella